# بيكا أفغانية
البيكا الأفغانية (الإسم العلمي:Ochotona rufescens)، هو نوع من الأرنبيات يتبع جنس بيكا. يستوطن مناطق أفغانستان وإيران وباكستان وتركمانستان.